# 技術参事官
技術参事官（ぎじゅつさんじかん）は、日本の中央官庁に設置される官職の一つ。身分は国家公務員である。技術的な事項に関する課長級総括整理職であり、文部科学省、国土交通省及び会計検査院に設置されている。

## 文部科学省
文部科学省大臣官房文教施設企画・防災部に設置される職の一つ。所掌事務は『命を受けて、文教施設企画・防災部の所掌事務のうち技術に関する重要事項の企画及び立案に参画する』（文部科学省組織令第15条第3項）と定められる。現在の定数は1人。

### 歴代の技術参事官
- 篠塚脩
- 萩原久和
- 大島寛
- 舌津一良
- 岡誠一

### 慣習
- 文部科学省文教施設企画部のナンバー2である技術参事官は、庁舎内の参事官室で業者と文部科学省OBの双方から希望を聞き、天下り先を調整する慣習があったという。[1]

## 国土交通省
国土交通省大臣官房に設置される職の一つ。所掌事務は『命を受けて、国土交通省の所掌事務に関する技術に関する重要事項についての企画及び立案に参画する』（国土交通省組織令第21条第3項）と定められる。現在の定数は1人。

## 会計検査院
会計検査院事務総長官房に設置される職の一つ。所掌事務は『命を受け、各局の検査事務のうち技術に関する重要事項の調整に参画する』（会計検査院法施行規則第14条第3項）と定められる。現在の定数は3人。 